# Morkoka
La Morkoka (in russo Моркока?) è un fiume della Russia siberiana orientale, affluente di destra della Marcha nel bacino del Viljuj. Scorre nei distretti Mirninskij, Njurbinskij, Olenëkskij della Sacha-Jakuzia.

## Descrizione
Il fiume ha origine dal lago Bajyttach nella parte centrale dell'altopiano del Viljuj e corre con direzione dapprima sud-orientale, successivamente orientale, drenando parte dell'altopiano; entra poi nel bassopiano della Jacuzia centrale, confluendo successivamente nella Marcha a 585 km dalla foce. Il fiume scorre in una stretta valle tra basse colline boscose. A tratti il canale è profondamente scavato nella roccia. Ci sono molte rapide e affioramenti rocciosi. Il fiume è popolare tra gli appassionati di rafting sportivo (difficoltà 2-3 della scala WW).
I principali affluenti del fiume sono la Morkoka-Marcharata (lungo 179 km) e il Tangchan (lungo 131 km), provenienti dalla sinistra idrografica. È gelato, mediamente, dall'inizio di ottobre alla fine di maggio; l'unico centro abitato lungo il suo corso è l'omonimo villaggio di Morkoka.

## Ittiofauna
Le acque del fiume sono popolate da storioni, taimen, Brachymystax lenok, nelma, coregoni, lucci.